# Stato di calma apparente
Stato di calma apparente è un album live di Paola Turci, pubblicato nel 2004 dall'etichetta discografica On the Road Music Factory
È il primo disco dal vivo dell'artista, pubblicato per celebrare i primi diciotto anni di carriera della cantante romana. Registrato in presa diretta allo Studio A del Forum Music Village di Roma tra il 10 e il 12 dicembre 2003, il disco raccoglie dodici brani storici di Paola Turci, una reinterpretazione di una canzone di Chavela Vargas e due inediti, Il gigante, dedicata ad Adriano Sofri e La tua voce.
Il disco, uscito per l'etichetta On the Road Music Factory e distribuito dalla Venus, è stato presentato in anteprima in un concerto trasmesso su Rai Radio Uno.

## DVD
L'omonimo DVD, uscito poco dopo l'uscita del disco, comprende tre brani extra (Verso casa, Armata fino ai denti e Stringimi stringiamoci in una speciale versione a cappella), un'intervista alla cantautrice, la biografia dettagliata e i tre video originali dei brani Frontiera, Mani giunte e Questa parte di mondo.

## Tracce
1. Frontiera
2. L'uomo di ieri
3. Volo così
4. Ti amerò lo stesso
5. Il gigante
6. Dove colpire
7. Adoro i tramonti di questa stagione
8. Stato di calma apparente
9. La tua voce
10. Voltaire
11. Questa parte di mondo
12. Bambini
13. Ringrazio Dio
14. Lungo il fiume
15. Paloma negra

## Tracce DVD
1. Volo così
2. Dove colpire
3. Ringrazio Dio
4. Il gigante
5. L'uomo di ieri
6. Questa parte di mondo
7. Stato di calma apparente
8. Ti amerò lo stesso
9. Paloma negra
10. Verso casa
11. Voltaire
12. Frontiera
13. La tua voce
14. Lungo il fiume
15. Stringimi stringiamoci
16. Bambini
17. Armata fino ai denti
18. Adoro i tramonti di questa stagione

+ un'intervista per le strade di  Roma alla cantautrice, una speciale biografia, le prove del concerto e i videoclip originali dei brani Mani giunte, Frontiera e Questa parte di mondo

## Classifiche
| Paese  | Posizione massima |
| ------ | ----------------- |
| Italia | 54                |